# 2016 FE60
2016 FE60, também escrito como 2016 FE60, é um objeto transnetuniano que está localizado no cinturão de Kuiper, uma região do Sistema Solar. Ele possui uma magnitude absoluta de 7,4 e tem um diâmetro estimado de 146 km.

## Descoberta
2016 FE60 foi descoberto no dia 30 de março de 2016 pelo DECam.

## Órbita
A órbita de 2016 FE60 tem uma excentricidade de 0,132 e possui um semieixo maior de 43,608 UA. O seu periélio leva o mesmo a uma distância de 37,830 UA em relação ao Sol e seu afélio a 49,385 UA.